# Stephanosporaceae
The Stephanosporaceae là một họ nấm trong bộ Russulales. Các loài trong họ này có mặt từ Eurasia đến New Zealand, mọc trên mặt đất với gỗ mục hay mảnh vụn thực vật. Theo tự điển Nấm, họ này có 5 chi bao gồm 21 loài.